# Vena femoral
En el cos humà, la vena femoral és la vena que acompanya l'artèria femoral a la beina femoral. És una vena profunda que comença en el hiat adductor (una obertura al múscul adductor major) com a continuació de la vena poplítia. La vena safena major (una vena superficial) i la vena femoral profunda drenen a la vena femoral del triangle femoral quan es coneix com a vena femoral comuna. Acaba al marge inferior del lligament inguinal on es converteix en la vena ilíaca externa. Els seus principals afluents són la vena femoral profunda i la vena safena major. La vena femoral conté vàlvules.